# Свилен Русев
Свилен Русев Спасов, повече известен като Свилен Русев, като нелегален наричан Бойко и Сашо, е деец на младежкото комунистическо движение в България, сред петимата от РМС.
Участва в комунистическото съпротивително движение през Втората световна война, партизанин е от Дупнишкия пратизански отряд „Коста Петров“.

## Биография
Свилен Русев е роден на 14 юни 1914 г. в село Долна Диканя, Пернишко. Като ученик в III софийска мъжка гимназия е отговорник на комсомолска организация и член на IV районен комитет на Българския комунистически младежки съюз.
През 1932 г. е организатор и ръководител на ученическа стачка. През същата година се записва за студент по право в Софийския университет. Деловодител и инструктор е на ЦК на БКМС. Инструктор е на ЦК на Работническия младежки съюз и член на Областния комитет на РМС в София. Член е на БКП от 1936 г.
Участва в комунистическото съпротивително движение по време на Втората световна война. Известен е с нелегалните си имена Бойко и Сашо. От 1942 г. е член на ЦК на РМС (отговорник за бойната работа) и негов представител във Главния щаб на Народоосвободителната въстаническа армия.
Преминава в Дупнишкия пратизански отряд „Коста Петров“ през пролетта на 1944 г.
Загива на 14 май 1944 г. в сражение на отряда и Първа софийска народоосвободителна бригада с жандармерийски подразделения при с. Дебели лаг, Радомирско.

## Памет
В чест на Свилен Русев са наречени редица организации и обекти в Народна република България.
В центъра на родното му село Долна Диканя му е издигнат бюст-паметник.